# Eupelmus achreiodes
Eupelmus achreiodes är en stekelart som beskrevs av Perkins 1910. Eupelmus achreiodes ingår i släktet Eupelmus och familjen hoppglanssteklar. Inga underarter finns listade i Catalogue of Life.